# Quinto Vicentino
Quinto Vicentino é uma comuna italiana da região do Vêneto, província de Vicenza, com cerca de 4.638 habitantes. Estende-se por uma área de 17 km², tendo uma densidade populacional de 273 hab/km². Faz fronteira com Bolzano Vicentino, Gazzo (PD), San Pietro in Gu (PD), Torri di Quartesolo, Vicenza.

## Demografia
| Variação demográfica do município entre 1861 e 2011                               |
|                                                                                   |
| Fonte: Istituto Nazionale di Statistica (ISTAT) - Elaboração gráfica da Wikipedia |